# PVK Olymp Praha (ženy)
PVK Olymp Praha je ženský volejbalový klub.
Volejbalový oddíl mužů (mužskému klubu je věnovaná str. PVK Olymp Praha (muži)) a žen byl založen v roce 1957 pod názvem Rudá Hvězda Praha.
V devadesátých letech byl klub přejmenován na Policejní volejbalový klub (PVK) Olymp Praha a tento název nese dodnes.
Klub patří k historicky nejúspěšnějším. V minulosti, ale i dnes získává řadu úspěchů.

## Mistryně Československa
- 1973/74
- 1974/75
- 1976/77
- 1978/79
- 1979/80
- 1980/81
- 1983/84
- 1984/85
- 1985/86
- 1986/87
- 1987/88
- 1991/92

## Mistryně ČR
- 1996/1997
- 1998/1999
- 2004/2005
- 2007/2008

## Vítězství v Českém poháru
- 1975
- 1976
- 1977
- 1978
- 1979
- 1980
- 1982
- 1992
- 1996
- 1997
- 1998
- 1999
- 2000
- 2004
- 2005
- 2006

## Vítězství v Poháru mistrů evropských zemí
- 1978
- 1980